# Hedda Wardemann
Hedda Wardemann (* 9. Februar 1973 in Hameln) ist eine deutsche Immunologin und Professorin der Abteilung B-Zell-Immunologie am Deutschen Krebsforschungszentrum in Heidelberg.

## Ausbildung und wissenschaftliche Laufbahn
Hedda Wardemann studierte von 1992 bis 1998 Biologie an der Albert-Ludwigs-Universität in Freiburg. Ab 1998 promovierte sie am Max-Planck-Institut für Immunbiologie in Freiburg und erlangte 2001 ihren Doktortitel (Dr. rer. nat).
Nach ihrer Promotion folgte von 2001 bis 2003 ein Postdoc im Labor von Michel C. Nussenzweig an der Rockefeller University in New York, USA. Bis 2005 hatte Wardemann in Nussenzweigs Labor eine Stelle als Research Assistant Professor, bevor sie 2006 ihre eigene Forschungsgruppe in der Molekularen Immunologie am Max-Planck-Institut für Infektionsbiologie in Berlin gründete. 2014 wechselte Hedda Wardemann ans Deutsche Krebsforschungszentrum in Heidelberg, wo sie seitdem (Stand Mitte 2022) die Abteilung B-Zell-Immunologie leitet.

## Forschung
Wardemann ist eine B-Zell-Immunologin und erforscht die zellulären und molekularen Mechanismen humaner und muriner (von Mäuse gebildete) Antikörperantworten unter pathogenen und nicht-pathogenen Bedingungen. Ihre Forschungsgruppe hat eine Plattform zur Hochdurchsatz-Amplifikation und Sequenzierung von Antikörper-Genen auf Einzelzellebene entwickelt, um die klonale Entwicklung einer B-Zellantwort in Gesunden und Kranken zu verfolgen. In Kombination mit der Klonierung von Antikörpern, beabsichtigt sie molekulare und funktionale Analysen humaner B-Zellantworten durchzuführen. Aus diesen Erkenntnissen sollen neue Strategien zur Manipulation des B-Zell-Systems entwickelt werden, um gezielt protektive Antikörperantworten zu induzieren wie z. B. durch Impfung.

## Mitgliedschaften
- seit 2019: Academia Europaea[3]
- seit 2018: Mitglied des Europäischen B-Zell Netzwerks[3]
- 2015: Gründungsmitglied des "International Union of Immunological Sciences (IUIS) vaccine committee"
- seit 2021 Mitglied der Berlin-Brandenburgischen Akademie der Wissenschaften
- seit 2023 Mitglied der European Molecular Biology Organization

## Belege
1. 1 2 3  B-Zell-Immunologie. Abgerufen am 12. Dezember 2019.
2. ↑  Molecular Immunology. Abgerufen am 12. Dezember 2019 (englisch).
3. 1 2  Academy of Europe: Wardemann Hedda. Abgerufen am 12. Dezember 2019.

| Personendaten    | Personendaten        |
| ---------------- | -------------------- |
| NAME             | Wardemann, Hedda     |
| KURZBESCHREIBUNG | deutsche Immunologin |
| GEBURTSDATUM     | 9. Februar 1973      |
| GEBURTSORT       | Hameln               |